# Frilans
Frilans eller frilansare är ett annat ord för en person som tar eller gör uppdrag utan fast anställning (ofta egenföretagare). Ordet används ofta om frilansjournalister eller frilansfotografer – som i Sverige är organiserade i Frilans Riks, en sektion inom Journalistförbundet – men även om andra fria yrkesutövare inom till exempel grafisk formgivning, teater, programmering och olika former av konsulttjänster. 
Ordet kommer ursprungligen från fri lans, alltså legosoldat.